# 박팔양
박팔양(朴八陽, 1905년 8월 2일 ~ 1988년 10월 4일)은 한국의 시인이다. 필명은 김려수(金麗水), 여수산인(麗水山人)이며, 여수(麗水, 如水)는 아호이기도 하다.

## 생애
경기도 화성에서 출생하였고, 어릴때 경성부로 이주하여 배재고등보통학교를 졸업했다. 정지용과 함께 요람 동인으로 활동하다가 《동아일보》 신춘문예를 통해 〈신의 주(神의 酒)〉(1923)를 발표하면서 등단했다.
탐미주의적인 경향의 구인회와 참여적 성향의 카프에 모두 참가한데서 알 수 있듯, 그의 작풍은 모더니즘과 계급적 경향성의 양면적인 모습을 보여준다. 다다이즘의 영향을 받은 도시적인 느낌의 시와 함께, 식민지 현실의 모순을 인식하면서 저항성이 엿보이는 작품 역시 발표했다. 시집으로는 《여수시초(麗水詩抄)》(1940)와 《박팔양 시집》(1947년)을 냈다.
광복 당시 《만선일보》 기자로 만주에 머물고 있던 박팔양은 귀국하던 중 북한에 그대로 머물러 월북 작가가 되었고, 로동신문의 전신인 《정로》 초대 편집국장과 《로동신문》 부주필, 김일성종합대학 강좌장 등을 지냈다.
한국 전쟁 시기에는 종군 작가로 참전해 활발한 창작 활동을 했으며, 《황해의 노래》(1958), 《눈보라 만리》(1961), 《민족의 영예》, 《이름없는 한 풀잎의 노래》(유고작) 등 장편 서사시를 발표했다. 한국 전쟁을 배경으로 공화국영웅 조옥희를 다룬 작품 《황해의 노래》는 창극으로 만들어지기도 했다.

## 사후
월북 후 조선작가동맹 부위원장(1956)과 최고인민회의 대의원을 지내는 등 정치적으로도 성공하였으나, 1960년대 중반 이후 공식적인 활동이 드러나지 않으면서 숙청설이 나돌았다. 휴전 이후 곧바로 제거된 조선문학건설본부 계열의 임화, 김남천 등과 달리 아직 남아있던 카프 구주류 출신 작가들이 한설야를 중심으로 대거 숙청되었다는 설이었다. 특히 박팔양은 일제강점기 동안 관제 언론사인 만선일보의 기자를 지내 친일파로 규정될 수 있다는 약점이 있었다.
숙청설의 진위는 확인되지 않았으나 2000년대의 북조선에서는 복권된 상태로, 혁명성과 계급성을 잘 드러낸 작품으로 주체문학의 기틀을 세웠음을 인정 받아서 초기작인 〈진달래〉(1930) 등의 작품도 높은 평가를 받고 있다. 비전향 장기수로 2000년 송환된 양자 박문재와 함께 대를 이은 애국자로 지칭된다.
1988년 월북 작가들이 해금되면서 대한민국에서도 재평가가 시작되어, 시선집 《태양을 등진 거리》 가 발간됐다. 2008년 발표된 민족문제연구소의 친일인명사전 수록예정자 명단 중 문학 분야에 선정되었으나 보류되었다.

## 같이 보기
- 만선일보
- 박문재

## 참고자료
- 조성면, 시인 박팔양 탄생 100주년에 부쳐 - 시인 박팔양은 아직도 '태양을 등진 거리'에 있는가? 《경기문화재단 웹진》 (2005년 9.10월호)
- “北 최고시인 김철은 박팔양 제자”. 연합뉴스. 2004년 3월 14일.